# Takaeang
Takaeang är en ö i Kiribati.   Den ligger i örådet Aranuka och ögruppen Gilbertöarna, i den södra delen av landet, 140 km sydost om huvudstaden Tarawa. Arean är 5,9 kvadratkilometer.
Terrängen på Takaeang är mycket platt. Öns högsta punkt är 17 meter över havet. Den sträcker sig 2,1 kilometer i nord-sydlig riktning, och 5,5 kilometer i öst-västlig riktning.